# Artyom Zub
Artyom Zub (Khabarovsk, 3 de outubro de 1995)  é um jogador profissional de hóquei no gelo russo que atua na posição de defensor pelo SKA Saint Petersburg, da KHL.

## Carreira
Artyom Zub começou sua carreira no Amur Khabarovsk.